# North Muskham
North Muskham – wieś w Anglii, w hrabstwie Nottinghamshire. Leży 28 km na północny wschód od miasta Nottingham i 187 km na północ od Londynu.